# Производная по времени
Производная по времени — производная функции по отношению к времени, обычно интерпретируемая как скорость изменения значения функции. Время обычно обозначается переменной {\displaystyle t}.

## Обозначения
Для обозначения производной по времени используется несколько обозначений. В дополнение к обычной (лейбницкой) нотации,
{\displaystyle {\frac {dx}{dt}}}
Очень часто, особенно в физике, используется сокращённая запись с точкой над переменной:
{\displaystyle {\dot {x}}}
(так называемая ньютоновская нотация).
Высшие производные по времени обозначаются так:
{\displaystyle {\frac {d^{2}x}{dt^{2}}}}
или в сокращённом виде: {\displaystyle {\ddot {x}}}.
В случае производных по времени более высоких порядков ньютоновская нотация, как правило, не используется.
В более общем случае, производная по времени от вектора:
{\displaystyle {\vec {V}}=\left[v_{1},\ v_{2},\ v_{3},\cdots \right]\ ,}
определяется как вектор с составляющими, которые являются производными соответствующих компонент исходного вектора. То есть
{\displaystyle {\frac {d{\vec {V}}}{dt}}=\left[{\frac {dv_{1}}{dt}},{\frac {dv_{2}}{dt}},{\frac {dv_{3}}{dt}},\cdots \right]\ .}

## Применение в физике
Производные по времени являются одним из ключевых понятий в физике. Например, для радиус-вектора {\displaystyle x}, производная по времени {\displaystyle {\dot {x}}} это его скорость, а вторая производная по времени {\displaystyle {\ddot {x}}} это его ускорение. Третья производная по времени известна как рывок.
Большое число уравнений в физике является производной по времени от вектора, например скорости или смещения. Многие другие фундаментальные величины в науке соотносятся как производные по времени друг от друга:
- сила является производной по времени от импульса
- мощность является производной по времени от энергии
- Сила тока является производной по времени от электрического заряда

## Применение в экономике
В экономике многие теоретические модели эволюции различных экономических переменных используют производные по времени.